# Moulin Rouge (París)
El Moulin Rouge és un cabaret de París. Va ser fet construir l'octubre de 1889 per l'empresari terrassenc Josep Oller i Roca, qui ja tenia l'Olympia de París, associat amb l'alsacià Charles Zidler. Sempre ha estat situat al mateix lloc: el boulevard de Clichy a Pigalle (18è districte), a prop de Montmartre.
El cabaret és conegut sobretot pel seu espectacle de French cancan, amb una mitjana de 600.000 espectadors cada any.
El seu estil i el seu nom han estat imitats i manllevats a tot el món. El Molino de Barcelona n'és un exemple. Va donar nom a la pel·lícula Moulin Rouge!.
La matinada del 25 d'abril va patir un despreniment on va caure part de l'estructura.